# 願海寺
願海寺（がんかいじ）は、富山県富山市清水町3-1-24にある浄土真宗（浄土真宗本願寺派）の寺院。山号は新井山。本尊は阿弥陀如来。開基は、親鸞の直弟子「越中三坊主」の一人である願海房信性。富山県の浄土真宗の寺院では最も古い歴史を持つ。

## 歴史
願海寺の寺伝によると、願海寺の開基となった願海房信性は、俗名を村上権兵衛由清といい、京都の生まれであると伝わっている。
由清は京都で宮中に仕えていたが、讒言によって越後国新井に左遷となる。
1208年、専修念仏の停止(ちょうじ)により越後国国府(新潟県上越市)に配流となった親鸞と出会い出家して弟子となり、願海房という房号と信性という名を与えられる。
その後、親鸞より越中への布教を託された願海房は越中に入り新川県栃津(立山町)に一寺を建立。
願海房は親鸞直弟子の越中三坊主（願海房・持専坊・極性房）の一人であり、本願寺勢力が成立する以前から越中にあったとされる水橋門徒の中心的存在であった。
1394年、5代信誓は寺号を新井山 願海寺と改めた（それ以前は願海房）。
信誓の後任である6代巧賢は本願寺六代巧如の子であり、その連枝として以来願海寺歴代は「巧」の字を受け継いでいる。
戦国期は1570年頃に射水郡垣庄開発村（富山市願海寺町）などへの移転を繰り返した後、江戸時代になり1662年に富山藩前田家より富山市五番町に境内地を与えられる（現在の富山市立中央小学校の場所）。
江戸期は中本山として本末制度における寺院や僧侶の管理統制も担う。明治に入り廃仏毀釈により境内地を接収され、1874年に現在の富山市清水町へ移る。
現在、第32代村上巧隆氏が血脈法灯を相続する。

## 親鸞聖人御分骨所
中新川郡立山町栃津に現存している越中に数少ない親鸞ゆかりの地。
願海寺縁起によると、願海寺二代清寿が、親鸞の子覚信尼から親鸞の御分骨を授かり六角堂を建立し供養したと伝えられる。
願海寺が発祥した地であると伝わり、現在は江戸時代に建立された本堂、六角堂などが境内地に残る。

## 地名として残る願海寺
1570年頃、射水郡垣庄開発村（富山市願海寺町）に移った願海寺は、数年の布教で末寺33寺(または38寺)を誇るようになり、いつの間にか開発村は願海寺村と呼ばれるようになったという。
しかし、当時の一向一揆の持つ勢力を恐れた寺崎盛永は願海寺を焼き討ちにし、その跡地に城郭を築いた。これが願海寺城と呼ばれるようになった。